# Swallowtail Butterfly
Pour les articles homonymes, voir Butterfly.
Pour plus de détails, voir Fiche technique et Distribution.
Swallowtail Butterfly (スワロウテイル, Suwarōteiru) est un film japonais réalisé par Shunji Iwai, sorti le 14 septembre 1996.

## Synopsis
À Yentown, on trouve de tout. Des boxeurs sur le retour, des stations d'essence au milieu de nulle part, des policiers qui volent les honnêtes citoyens et des prostituées de tous les continents. Une de ces prostituées est retrouvée morte dans un champ. Sa fille, désormais seule, se retrouve baladée de prostituée en prostituée… personne ne veut d'elle. Par le jeu de rencontres, elle fait la connaissance de Glico, une autre prostituée d'origine chinoise qui la nomme Ageha.
Par son intermédiaire, la jeune Ageha se découvre une nouvelle famille faite de losers, rejetés, petits truands et policiers. Une nuit, après qu'un client de Glico a été involontairement tué, la bande découvre une cassette audio contenant une version de My Way.
Cette cassette est en fait un document secret qui permet de faire passer des billets de 1000 yens pour des billets de 10000 yens. Pour certains, cette cassette est le billet retour vers leurs pays d'origine. Pour d'autres, c'est le moyen d'assouvir leurs rêves… tout le monde court après tout le monde car tout le monde veut la cassette… mais pour beaucoup, ils ne savent pas ce que ça coûte de vouloir aller au bout de ses rêves…

## Fiche technique
- Titre : Swallowtail Butterfly
- Titre original : スワロウテイル (Suwarōteiru?)
- Réalisation : Shunji Iwai
- Scénario : Shunji Iwai
- Production : Shinya Kawai et Koko Maeda
- Musique : Takeshi Kobayashi
- Photographie : Noboru Shinoda
- Montage : Shunji Iwai
- Pays de production : Japon
- Langues originales : japonais, anglais, mandarin
- Format : couleur - 1,66:1 - Dolby Surround - 35 mm
- Genre : drame, policier
- Durée : 148 minutes
- Date de sortie :
  - Japon : 14 septembre 1996[2]

## Distribution
- Hiroshi Mikami : Feihong
- Chara : Glico
- Ayumi Itō : Ageha
- Yosuke Eguchi : Ryou Ryanki
- Andy Chi-On Hui : Maofuu
- Atsuro Watabe : Ran
- Tomoko Yamaguchi : Shenmei
- Nene Ōtsuka : Reiko
- Kaori Momoi : Suzukino
- Yoriko Douguchi : Hoshino
- Mickey Curtis : le docteur
- Tetsu Watanabe : le chef des yakuzas
- Tadanobu Asano : un client du club
- Kahori Fujii : Yuriko
- Kenji Kohashi : Hoan
- Shiek Mahmud-Bey : Arrow

## Distinctions

### Récompenses
- Prix du meilleur film asiatique lors du festival du film FanTasia 1998.

### Nominations
- Prix de la meilleure actrice (Chara), meilleur second rôle féminin (Ayumi Itō), meilleure direction artistique (Yohei Taneda), meilleure photographie (Noboru Shinoda), meilleur film, meilleur éclairage (Yuuki Nakamura) et meilleur son (Osamu Takizawa), lors des Japan Academy Prize 1997[3].
- Prix du meilleur film lors du Festival international du film de Moscou 1997.